# Liste des clochers-murs du Var
Cet article recense les édifices religieux du Var, en France, munis d'un clocher-mur.

## Liste
| Édifice                           | Commune          | Notes | Coordonnées                      | Photo |
| --------------------------------- | ---------------- | ----- | -------------------------------- | ----- |
| Église Notre-Dame-de-l'Assomption | Vinon-sur-Verdon |       | 43° 43′ 29″ nord, 5° 48′ 49″ est |       |